# Previsioni del tempo (romanzo)
Previsioni del tempo è un racconto lungo («"romanzo breve", "novella", as you like it»), scritto da Wu Ming 3 e Wu Ming 5, con la supervisione dell'intero collettivo Wu Ming, tra l'ottobre 2007 e il gennaio 2008, a cavallo di due continenti (la stesura è iniziata in Canada durante il viaggio narrato nel libro Grand River). Il tema trattato in questa storia è quello del traffico illecito di rifiuti tra Nord e Sud. La particolarità di questo romanzo è che il problema dei rifiuti è affrontato principalmente raccontando la vita quotidiana di «proletari» del business criminale. È una storia on the road, di culi che schiacciano sedili, sull'Autostrada del Sole in un giorno di pioggia, nel fango di vie secondarie, tra i boschi dell'Appennino.

## Edizioni
Il libro è uscito in prima edizione, nel 2008, per la collana “Verdenero – Noir di ecomafia”, edito dalla Edizioni Ambiente. Successivamente, nel 2010, il romanzo è stato ristampato da Einaudi.
- Wu Ming, Previsioni del tempo, Verdenero, Edizioni Ambiente, 2008,  p. 192, ISBN 978-88-89014-51-6.

- Wu Ming, Previsioni del tempo, Stile libero, Einaudi, 2010,  p. 120, ISBN 978-88-06-20267-5.